# Gilad Atzmon

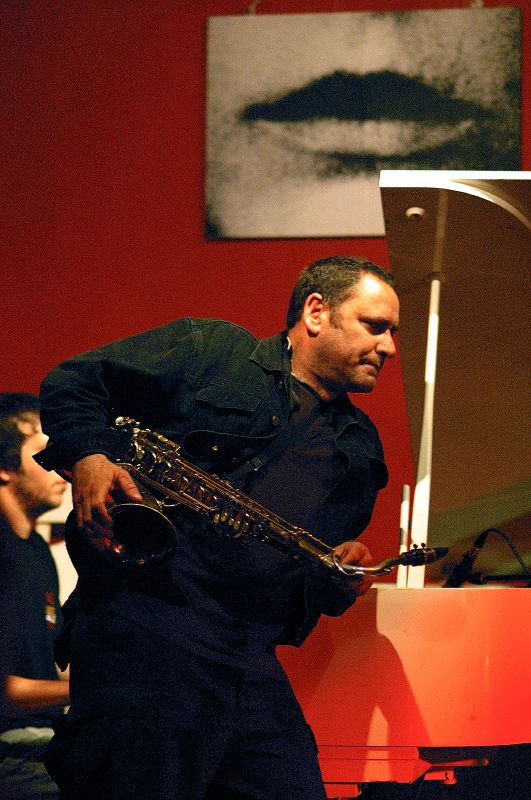
Gilad Atzmon, 2007

Gilad Atzmon (* 9. Juni 1963 in Jerusalem) ist ein britischer Jazzsaxophonist, politischer Aktivist und Autor israelischer Herkunft. Seine antizionistischen Thesen werden kontrovers diskutiert und stoßen auf Zuspruch in antisemitischen Milieus.

## Leben

### Familie, Militärdienst und Studium
Gilad Atzmon wurde am 9. Juni 1963 in Jerusalem als Sohn von Ariella Atzmon, der früheren Dozentin für Philosophie und Pädagogik an der Hebräischen Universität Jerusalem, geboren. Atzmon selbst berichtet, er sei in einer nicht-religiösen zionistischen Familie aufgewachsen. Sein Großvater war Mitglied in der zionistischen Untergrundorganisation Irgun. Er hatte großen Einfluss auf die gesamte Familie und auf Atzmons Selbstverständnis als israelischer Jude.
Im Juli 1981 trat Atzmon in die israelische Armee ein. Als im Juni 1982 der erste Libanonkrieg ausbrach, empfand er diesen als einen israelischen Aggressionskrieg. Er wurde Mitglied im Musikkorps der Israelischen Luftstreitkräfte, das im Sommer 1984 eine Konzertreise bei den israelischen Truppen im Libanon durchführte. Eine Station war das israelische Internierungslager Ansar im Südlibanon. Bei einer Führung durch das Lager traf Atzmon auf Tausende internierter Palästinenser, die nach seiner Darstellung in der sengenden Hitze ausharren mussten. Die Ursache dieses Umgangs mit den Lagerinsassen vermutete er im Überlegenheitsgefühl der israelischen Gesellschaft, dessen Wurzeln er in den Besonderheiten der „jüdischen Identität“ sah. 
Er studierte Komposition und Jazz an der Rubin Academy of Music in Jerusalem. Dann tourte er mit seiner eigenen Band und arbeitete als Produzent und Arrangeur im Bereich der Rock-, Jazz- und Weltmusik, beispielsweise mit Ofra Haza, Jack DeJohnette oder Michel Petrucciani.
Atzmon verließ Israel und ging zunächst nach Deutschland. Seit 1993 hält er sich hauptsächlich in Großbritannien auf. Er studierte Philosophie an der Universität von Essex. Im Jahr 2002 wurde er britischer Staatsbürger. Er lebt mit seiner Frau Tali und zwei Kindern in London.

### Musik
Atzmons Interesse an Musik wurde durch die Musik von Charlie Parker geweckt. Atzmon spielt Sopran-, Alt-, Tenor- und Baritonsaxophon, als Nebeninstrumente verwendet er darüber hinaus Klarinette, Sol, Zurna, Flöte und Ziehharmonika. Er war Mitglied der Blockheads und arbeitete als Studiomusiker für Kollegen wie Ian Dury, Paul McCartney, Sinéad O’Connor und Robbie Williams. Seine erste CD legte er 1994 vor (Spiel). Er gründete dann mit Asaf Sirkis und weiteren Musikern das Orient House Ensemble, das nach dem früheren PLO-Hauptquartier in Ostjerusalem benannt ist und mit dem er seit 2000 CDs beim Münchener Jazzlabel enja veröffentlicht hat.
Seine Musik greift folkloristisch orientalische Elemente auf und verbindet sie mit den Traditionen des Bebop. Freie Improvisationen treten neben welt- und popmusikalische Momente. Für diese Stilphase steht Exile, sein zweites Album mit dem Orient House Ensemble und den Gastmusikern Reem Kelani und Dhafer Youssef, das beim BBC Jazz Award 2003 die Kategorie „Bestes Album des Jahres“ gewann; Orient House Ensemble wurde von der BBC im Folgejahr für die Kategorie „Beste Band“ nominiert.
Auf dem Album In Loving Memory of America präsentiert er amerikanische Standards und Balladen mit Streicherarrangements im Stil der Bopper der 1950er Jahre. Er hat dabei, obgleich von Cannonball Adderley beeinflusst, einen leicht rauen, aber lyrischen Ton. Teilweise geht er auch mit seinem Orient House Ensemble und dem Sigamos-Streichquartett auf Konzertreise.
Das Album Songs of the Metropolis wurde von den Musikkritikern im Jazz Journal Critics‘ Poll 2013 zum Best Album 2013 gewählt. In ihm sind Stücke enthalten, die den Metropolen Buenos Aires, Paris, London bzw. Scarborough, Berlin, New York/Manhattan (Sound unten unter Weblinks abrufbar), Tel Aviv gewidmet sind.
Atzmon gilt als einer der Jazzmusiker mit der größten Zahl von jährlichen Liveauftritten. Er steht über 100-mal pro Jahr auf der Bühne. Über das Verhältnis von Jazz und Politik äußert sich Atzmon sehr unterschiedlich. Einerseits ist für ihn Jazz „eine innovative Form des Widerstands“, andererseits lehnt er den Boykott von Künstlern aus politischen Gründen ab. Für Atzmon ist die Schönheit der Musik eine Inspiration, die Welt zu lieben und das Leben zu genießen – trotz aller deprimierenden politischen Entwicklungen, die er mit den Namen George W. Bush, Tony Blair und Ariel Sharon verbindet.
Als Produzent war er in den letzten Jahren für Sarah Gillespie, Elizabeth Simonian, die Weltmusik-Gruppe Yurodny und Robert Wyatt tätig.
Atzmon nimmt für sich in Anspruch, dass seine Leidenschaft für den Jazz mit seinen philosophisch-politischen Interessen eng verbunden sei.
Manche Auftritte Atzmons als Musiker werden von Kritikern zu Protesten genutzt. Dabei steht nicht die Qualität seiner musikalischen Präsentationen zur Debatte, sondern seine politische Meinung. Im Rahmen dieser Auseinandersetzungen werden Festivalbetreiber von den Gegnern der Auftritte Atzmons mit dessen provokanten Aussagen zur jüdischen Identitätspolitik konfrontiert. Die Auftritte Atzmons wurden bereits im Vorfeld kritisiert, etwa 2011 beim Jazzfestival in Göttingen und beim Festival des politischen Liedes „Raise Your Banners“ in Bradford. Am Martin-Luther-King-Gedenktag im Januar 2012 konzertierte Atzmon auf Einladung des Friends Seminary, einer Eliteschule der Quäker, mit einem Orchester in der Schule, die in New York/Manhattan liegt. Alan Dershowitz bezichtigte daraufhin das Friends Seminary, es würde die politischen Ansichten Atzmons unterstützen. Im Mai 2017 protestierten etwa 15 Personen gegen die Teilnahme von Atzmon an einer Podiumsdiskussion in New York City. Im gleichen Monat wurden zwei Buchvorstellungen Atzmons in Edinburgh und Newcastle kurzfristig abgesagt. Der Leiter des St. Wendeler Jazz-Festivals, Ernst Urmetzer, wurde im September 2017 von dem Wiener Publizisten David Hellbrück aufgefordert, Atzmon wegen seiner politischen Ansichten wieder auszuladen, weil „sich Atzmon selbst in gefährliche Nähe zu Holocaustleugnern rücke.“ Urmetzer lehnte dies jedoch ab, weil er Atzmon „als überzeugten und integren Humanisten, großartigen Musiker und Kosmopoliten“ schätzen würde.

### Politischer Aktivismus
Atzmon publiziert auf zahlreichen Online-Medien wie Al Jazeera Online, World News, Press TV, Rebelion, The Daily Telegraph, Uprooted Palestinians, Veterans Today, Palestine Telegraph, Counterpunch, Dissident Voice, Information Clearing House, Middle East Online, Palestine Chronicle, The People Voice, Redress, The Guardian und vielen anderen. Er ist häufig als Gesprächspartner eingeladen, etwa von Russia Today, Press TV und BBC Persian.
Die Angriffe von Atzmon konzentrieren sich zunehmend auf die israelische Regierungspolitik gegenüber kritischen jüdischen Gruppierungen und Einzelpersonen, denen er einen unangemessenen Umgang mit ihrer jüdischen Identität vorwirft, z. B. Max Blumenthal, Rabbi Alissa Wise, Philip Weiss. Er kritisiert auch Gruppierungen, die die Eigenschaft „jüdisch“ in ihrer Selbstbezeichnung führen, wie etwa „Jewish voice for peace“ oder „Jews for Jeremy Corbyn“ als ethnisch exklusive Gemeinschaften („Jews only“). Sie würden einerseits Nicht-Juden ausschließen und sich andererseits eine moralische Überlegenheit über Nicht-Juden anmaßen. Sie setzten ihre öffentliche Zustimmung und Ablehnung dazu ein, um illegitime Macht auszuüben. Atzmon spricht vom „kosher-Stempel“, den diese Gruppierungen ungefragt erteilen würden. Er bezichtigt sie, die Durchsetzung der Anliegen, für die sie vorgäben einzutreten, z. B. die Befreiung der Palästinenser von der israelischen Besatzung, tatsächlich zu verhindern. Wegen seiner radikalen Kritik an der israelischen Palästinapolitik wird Atzmon von Teilen der palästinensischen Bewegung als „unerwünschter Mitstreiter“ bezeichnet.
Den verheerenden Großbrand im Londoner Grenfell Tower vom 14. Juni 2017 mit 71 Toten erklärte er damit, dass Jerusalemer die Mitzwot, also die religiösen Pflichten im Judentum beachten würden. Er wollte dabei aber nicht „Jerusalemer“ als Synonym für die „Juden“ verstanden wissen, sondern die Brandkatastrophe als Folge der im orthodoxen Judentum üblichen unreflektierten Vorschriftenerfüllung darstellen. Tatsächlich aber waren bei dem Hochhaus Brandschutzvorschriften über Jahre hinweg eben gerade massiv missachtet worden.
Als im Dezember 2017 der Blog NRhZ-Online im Berliner Kino Babylon einen mit 200 Euro dotierten Preis in Abwesenheit an Ken Jebsen verlieh, begleiteten Die Bandbreite und Atzmon die Veranstaltung. Dieser erhielt zwar vom Kinobetreiber Hausverbot, trat aber dennoch auf. Der Berliner Kultursenator Klaus Lederer (Linke) hatte bereits im Vorfeld kritisiert, dass hier einem „Jahrmarkt der Verschwörungsgläubigen und Aluhüte eine Bühne“ in einem öffentlich geförderten Kino geboten werde.
Atzmon verharmloste öffentlich Adolf Hitler und relativierte die nationalsozialistische Judenverfolgung, indem er den Judenboykott vom 1. April 1933 zur „Eskalation in direkter Antwort auf die Kriegserklärung an Deutschland durch die weltweite jüdische Führung“ umdeutete (siehe Geschichtsrevisionismus#„Jüdische Kriegserklärungen“). Er näherte sich der Holocaustleugnung, indem er nach „schlüssigen historischen Beweisen“ für den Holocaust fragte. Mit weiteren Suggestivfragen legte er eine Schuld der Juden am Antisemitismus nahe: „Warum wurden die Juden gehasst? … Wem nutzen die Gesetze gegen Holocaust-Leugnung? Was soll die Holocaust-Religion verbergen?“ Atzmon bezweifelte auch die Judenvernichtung im KZ Auschwitz-Birkenau und behauptete, die jüdischen Gefangenen dort hätten die Nazis am Kriegsende unterstützt. Die Aussage wird als Holocaustleugnung eingestuft.

### Romane
2002 erschien Atzmons erster Roman, A guide to the perplexed, der 2003 beim Deutschen Taschenbuchverlag unter dem Titel Anleitung für Zweifelnde heraus kam. Atzmon spielte damit auf den Titel des Hauptwerkes des jüdischen Philosophen Moses Maimonides an: Führer der Unschlüssigen. Der Roman wurde in 18 Sprachen übersetzt. Die fiktionale Handlung spielt im Jahr 2052 und blickt auf den Untergang des Staates Israel im Jahr 2012 zurück. Das „Deutsche Institut zur Dokumentation Zions“ publiziert anlässlich des vierzigsten Jahrestages des Endes von Israel die Schrift des Professors Gunther Wanker aus dem Jahr 2032, in der der Professor mit großer Sympathie für die deutsche Kultur den Untergang Israels reflektiert.
Sein zweiter Roman war My one and only love. Die Edition Nautilus beschrieb die deutsche Übersetzung als „eine scharfe Abrechnung mit der israelischen Kultur und Politik. Eine literarische Provokation!“ Der Roman präsentiert die fiktive Biographie des Trompeters Daniel Zilberboim. Die Romanfiguren formulieren immer wieder, wie sehr sie vom Alltag in Israel abgestoßen sind: „Nehmen Sie nur die Tischmanieren. Die Israelis essen immer mit den Händen und führen laute Gespräche, während ihnen der Mund von Hummus überläuft. Was soll das? Was für ein kultureller Code ist das?“.

### „The wandering who?“
Im Jahr 2011 veröffentlichte Atzmon bei Zero Books The wandering who? A study of Jewish identity politics. Der Chicagoer Politologe John Mearsheimer schreibt, „Gilad Atzmon hat ein faszinierendes und provokantes Buch über jüdische Identität geschrieben“, „das von Juden und Nichtjuden gleichermaßen gelesen werden sollte“. Richard Falk schrieb, es sei ein „packendes und bewegendes“ Buch, das „jeder an wirklichem Frieden interessierte Mensch […] nicht nur lesen, sondern auch intensiv überdenken besprechen sollte.“ James Petras beschrieb das Buch als „eine Reihe brillanter Erleuchtungen und kritischer Reflexionen über den jüdischen Ethnozentrismus und die Heuchelei derjenigen, die von im Namen universaler Werte sprechen und entsprechend Stammesgesetzen handel (act tribal)“. Atzmon decke die Verbindungen auf, die zwischen der jüdischen Identitätspolitik in der Diaspora und der glühenden Unterstützung für die Unterdrückungspolitik des israelischen Staates bestünden. Atzmon habe „den Mut, die Wahrheit gegenüber der Macht hochgestellter und begüterter Zionisten auszusprechen, die die Planungen von Krieg und Frieden in der englischsprachigen Welt prägen.“

Zehn antizionistische Autoren, darunter Laurie Penny und Richard Seymour, die auch bei Zero Books publizieren, haben gleichwohl den Verleger in einem öffentlichen Brief für die Veröffentlichung des Buches kritisiert. Sie unterschrieben eine Erklärung mit der Aussage:
„Die Wirkung von Atzmons Werk ist die Normalisierung und Legitimierung von Antisemitismus. Wir glauben nicht, dass die Absichten des Verlegers bei der Veröffentlichung böswillig waren. Atzmon ist in der Lage, Unterstützung von angesehenen Persönlichkeiten wie Richard Falk und John Mearsheimer zu gewinnen, was deutlich macht, dass er die Begabung hat, andere hinsichtlich seiner eigenen Ansichten und in der Frage des Antisemitismus zu verwirren. Zu einer Zeit, in der gefährliche Kräfte versuchen, politische Konflikte rassistisch zu definieren, halten wir die Entscheidung (des Verlags) für einen groben Irrtum.“
In The Atlantic zitierte Jeffrey Goldberg Äußerungen Atzmons zum Holocaust, zur angeblichen „jüdischen Verfolgung Hitlers“ und zum jüdischen „Handel mit Körperteilen“. Er warf Mearsheimer vor, „die Schriften eines Menschen zu verteidigen, der Partei für neonazistische Ansichten ergreift.“ Mearsheimer antwortete auf Stephen Walts Blog, dass das Buch ohne Zweifel eine Provokation sei, durch das Hauptargument ebenso wie durch die sehr leidenschaftliche ("overly hot") Sprache, die Atzmon manchmal benutze. „Aber das Buch ist auch voller interessanter Einsichten, die den Leser dazu bringen, über ein wichtiges Thema lange und intensiv nachzudenken. Natürlich stimme ich nicht mit allem überein, was in dem Buch steht – welcher Klappentextschreiber tut das?“
Der Harvard-Jurist Alan Dershowitz hält Atzmon für einen Antisemiten und kritisierte Mearsheimer und Falk für ihre Buchempfehlung. Dershowitz zitierte Aussagen des Buches, die Juden als von Natur aus ("inherently") böse darstellen, die Welt beherrschen wollen und eine Bedrohung der übrigen Menschheit darstellen. Atzmon ermutige den Leser, den Holocaust zu leugnen und er zitiert Atzmons Äußerung: „Juden sind korrupt und verantwortlich für die Ursache, dass sie gehasst werden, und Israel ist schlimmer als die Nazis." Dershowitz schreibt, sogar die radikalsten Antizionisten in England hätten sich von Atzmon distanziert. “Hard-core Neo-Nazis, Rassisten, Antisemiten und Holocaustleugner” unterstützten Atzmon, einschließlich David Duke, Kevin B. MacDonald und Israel Shamir. Dershowitz kritisierte auch andere akademische Lehrer für ihre Verteidigung von Atzmon, wie Brian Leiter, William A. Cook, Oren Ben-Dor und Makram Khoury-Machool. Er forderte Mearsheimer und Falk zu einer öffentlichen Debatte heraus, was Falk zurückwies.
Das Buch wurde inzwischen in zwölf Sprachen übersetzt und erschien 2012 in Deutschland beim dem linksextremen Spektrum zugerechneten Zambon-Verlag. Im Vorwort zur deutschen Ausgabe unterscheidet Atzmon zwischen Juden als Menschen, Judentum als Religion und „Jüdischkeit“, die er nicht als jüdische Identität betrachtet, sondern als „Ideologie“. Allein auf diese dritte Kategorie konzentriere sich das Buch – „und zwar in Absicht einer Kritik jüdischer Identitätspolitik und gegenwärtiger jüdischer Ideologie.“ Atzmon selbst meint, die Schärfe seiner Kritik sei berechtigt, „denn Israel ist der jüdische Staat und Jüdischkeit ist eine ethnozentrische Ideologie, die von Exklusivität, Exzeptionalismus, rassischem Überlegenheitsgefühl und einem tief innewohnenden Hang zur Abspaltung getrieben wird.“. Ein jüdischer Staat sei „grundsätzlich unfähig, die Region in eine Aussöhnung zu führen“, solange nicht aus der jüdischen Identität „alle Spuren ideologischen Überlegenheitsdenkens getilgt werden“. Unterstützung fand Atzmons Werk in Deutschland im rechtsradikal-antisemitischen und antizionistisch-linken Milieu. Horst Mahler lobte Atzmons Buch als einen „inspirierenden Beitrag“ eines Juden zur Beendigung der „Judenherrschaft über die Nichtjuden“. Auch Detlef Nolde, ehemaliger Funktionär der verbotenen Freiheitlichen Deutschen Arbeiterpartei und heutiger Querfrontler aus dem Dunstkreis von Jürgen Elsässer, bezieht sich positiv auf Atzmons Buch. Die mehrfach verurteilte Holocaustleugnerin Ursula Haverbeck berief sich mit ihren Thesen, dass „der Holocaust [...] eine der größten Lügen der Geschichte“ sei und die Gaskammern von Auschwitz „nicht echt“ wären, auf The wandering who?.

## Werke

### Tonträger (Auswahl)
- Gilad Atzmon & The Orient House Ensemble, enja, 2000
- Nostalgico, enja, 2001
- Exile, enja, 2003
- musiK, enja, 2004
- Refuge, enja, 2008
- In Loving Memory of America, enja, 2009
- The Tide Has Changed, World Village (Harmonia Mundi), 2011
- Songs of the Metropolis, World Village, 2012
- The Whistle Blower, Fanfare Jazz, 2015
- Gilad Atzmon/Alan Barnes The Lowest Common Denominator Woodville Records, 2017 („Album des Jahres“ bei den British Jazz Awards)

### Schriften
- Anleitung für Zweifelnde. Roman (Ü.: Gabriela Hegedus). dtv, München 2003, ISBN 978-3-423-24368-1
- My one and only love. Roman (Ü.: Sophia Deeg). Edition Nautilus, Hamburg 2005, ISBN 978-3-89401-470-4
- Der wandernde – Wer?. Eine Studie jüdischer Identitätspolitik. Zambon-Verlag, Frankfurt am Main 2012, ISBN 978-3-88975-199-7
- Being in time : A post-political manifesto. Sachbuch. Bloxham : Skyscraper Publications, 2017.

## Sekundärliteratur
- Richard Cook: Jazz Encyclopedia London 2007; ISBN 978-0-141-02646-6
- Gilad Atzmon im Gespräch mit Manuel Talens: Schönheit als politische Waffe, in Die Aktion, Nr. 213, 04/2008, S. 149–174.